# Sphaerodactylus omoglaux
Espèce
Sphaerodactylus omoglaux est une espèce de geckos de la famille des Sphaerodactylidae.

## Répartition
Cette espèce est endémique d'Haïti.

## Publication originale
- Thomas, 1982 : A new dwarf Sphaerodactylus from Haiti (Lacertilia: Gekkonidae). Proceedings of the Biological Society of Washington, vol. 95, p. 81-88 (texte intégral).